# Gongylidiellum nigrolimbatum
Gongylidiellum nigrolimbatum là một loài nhện trong họ Linyphiidae.
Loài này thuộc chi Gongylidiellum. Gongylidiellum nigrolimbatum được Lodovico di Caporiacco miêu tả năm 1935.